# Katalin Kovács
Katalin Kovács (Budapest, 29 de febrero de 1976) es una deportista húngara que compitió en piragüismo en la modalidad de aguas tranquilas.
Participó en cuatro Juegos Olímpicos, entre las ediciones de los años 2000 y 2012, obteniendo en total 8 medallas: oro y plata en Atenas 2004, en Pekín 2008 y en Londres 2012, y dos platas en Sídney 2000. Ganó 41 medallas en el Campeonato Mundial de Piragüismo entre los años 1997 y 2013 y 48 medallas en el Campeonato Europeo de Piragüismo entre los años 1997 y 2013.

## Palmarés internacional
| Juegos Olímpicos   | Juegos Olímpicos             | Juegos Olímpicos  | Juegos Olímpicos |
| Año                | Lugar                        | Medalla           | Competición      |
| ------------------ | ---------------------------- | ----------------- | ---------------- |
| 2000               | Sídney (Australia)           | Medalla de plata  | K2 500 m         |
| 2000               | Sídney (Australia)           | Medalla de plata  | K4 500 m         |
| 2004               | Atenas (Grecia)              | Medalla de oro    | K2 500 m         |
| 2004               | Atenas (Grecia)              | Medalla de plata  | K4 500 m         |
| 2008               | Pekín (China)                | Medalla de oro    | K2 500 m         |
| 2008               | Pekín (China)                | Medalla de plata  | K4 500 m         |
| 2012               | Londres (Reino Unido)        | Medalla de oro    | K4 500 m         |
| 2012               | Londres (Reino Unido)        | Medalla de plata  | K2 500 m         |
| Campeonato Mundial |                              |                   |                  |
| Año                | Lugar                        | Medalla           | Competición      |
| 1997               | Dartmouth (Canadá)           | Medalla de plata  | K4 500 m         |
| 1998               | Szeged (Hungría)             | Medalla de oro    | K4 200 m         |
| 1998               | Szeged (Hungría)             | Medalla de plata  | K4 500 m         |
| 1999               | Milán (Italia)               | Medalla de oro    | K4 200 m         |
| 1999               | Milán (Italia)               | Medalla de oro    | K4 500 m         |
| 1999               | Milán (Italia)               | Medalla de bronce | K1 1000 m        |
| 1999               | Milán (Italia)               | Medalla de bronce | K2 500 m         |
| 2001               | Poznań (Polonia)             | Medalla de oro    | K4 200 m         |
| 2001               | Poznań (Polonia)             | Medalla de oro    | K4 500 m         |
| 2001               | Poznań (Polonia)             | Medalla de bronce | K1 500 m         |
| 2002               | Sevilla (España)             | Medalla de oro    | K1 500 m         |
| 2002               | Sevilla (España)             | Medalla de oro    | K1 1000 m        |
| 2002               | Sevilla (España)             | Medalla de oro    | K4 500 m         |
| 2003               | Gainesville (Estados Unidos) | Medalla de oro    | K1 500 m         |
| 2003               | Gainesville (Estados Unidos) | Medalla de oro    | K1 1000 m        |
| 2003               | Gainesville (Estados Unidos) | Medalla de oro    | K4 200 m         |
| 2003               | Gainesville (Estados Unidos) | Medalla de oro    | K4 500 m         |
| 2005               | Zagreb (Croacia)             | Medalla de oro    | K2 200 m         |
| 2005               | Zagreb (Croacia)             | Medalla de oro    | K2 500 m         |
| 2005               | Zagreb (Croacia)             | Medalla de oro    | K2 1000 m        |
| 2006               | Szeged (Hungría)             | Medalla de oro    | K2 200 m         |
| 2006               | Szeged (Hungría)             | Medalla de oro    | K2 500 m         |
| 2006               | Szeged (Hungría)             | Medalla de oro    | K2 1000 m        |
| 2006               | Szeged (Hungría)             | Medalla de oro    | K4 200 m         |
| 2006               | Szeged (Hungría)             | Medalla de oro    | K4 500 m         |
| 2006               | Szeged (Hungría)             | Medalla de oro    | K4 1000 m        |
| 2007               | Duisburgo (Alemania)         | Medalla de oro    | K1 500 m         |
| 2007               | Duisburgo (Alemania)         | Medalla de oro    | K1 1000 m        |
| 2007               | Duisburgo (Alemania)         | Medalla de plata  | K4 200 m         |
| 2007               | Duisburgo (Alemania)         | Medalla de plata  | K4 500 m         |
| 2009               | Dartmouth (Canadá)           | Medalla de oro    | K1 500 m         |
| 2009               | Dartmouth (Canadá)           | Medalla de oro    | K1 1000 m        |
| 2009               | Dartmouth (Canadá)           | Medalla de oro    | K2 200 m         |
| 2009               | Dartmouth (Canadá)           | Medalla de oro    | K4 500 m         |
| 2009               | Dartmouth (Canadá)           | Medalla de plata  | K4 200 m         |
| 2010               | Poznań (Polonia)             | Medalla de oro    | K2 200 m         |
| 2010               | Poznań (Polonia)             | Medalla de oro    | K4 500 m         |
| 2010               | Poznań (Polonia)             | Medalla de plata  | K1 1000 m        |
| 2011               | Szeged (Hungría)             | Medalla de oro    | K2 200 m         |
| 2011               | Szeged (Hungría)             | Medalla de oro    | K4 500 m         |
| 2013               | Duisburgo (Alemania)         | Medalla de plata  | K2 500 m         |
| Campeonato Europeo |                              |                   |                  |
| Año                | Lugar                        | Medalla           | Competición      |
| 1997               | Plovdiv (Bulgaria)           | Medalla de plata  | K2 1000 m        |
| 1997               | Plovdiv (Bulgaria)           | Medalla de plata  | K4 500 m         |
| 1999               | Zagreb (Croacia)             | Medalla de oro    | K4 500 m         |
| 1999               | Zagreb (Croacia)             | Medalla de plata  | K1 500 m         |
| 1999               | Zagreb (Croacia)             | Medalla de plata  | K1 1000 m        |
| 1999               | Zagreb (Croacia)             | Medalla de plata  | K2 500 m         |
| 1999               | Zagreb (Croacia)             | Medalla de plata  | K2 1000 m        |
| 1999               | Zagreb (Croacia)             | Medalla de plata  | K4 200 m         |
| 2000               | Poznań (Polonia)             | Medalla de oro    | K4 200 m         |
| 2000               | Poznań (Polonia)             | Medalla de plata  | K2 500 m         |
| 2000               | Poznań (Polonia)             | Medalla de plata  | K4 500 m         |
| 2001               | Milán (Italia)               | Medalla de oro    | K1 500 m         |
| 2001               | Milán (Italia)               | Medalla de oro    | K4 500 m         |
| 2001               | Milán (Italia)               | Medalla de plata  | K1 1000 m        |
| 2002               | Szeged (Hungría)             | Medalla de oro    | K1 500 m         |
| 2002               | Szeged (Hungría)             | Medalla de oro    | K1 1000 m        |
| 2002               | Szeged (Hungría)             | Medalla de oro    | K4 500 m         |
| 2004               | Poznań (Polonia)             | Medalla de oro    | K1 1000 m        |
| 2004               | Poznań (Polonia)             | Medalla de plata  | K4 200 m         |
| 2004               | Poznań (Polonia)             | Medalla de plata  | K4 500 m         |
| 2005               | Poznań (Polonia)             | Medalla de oro    | K2 200 m         |
| 2005               | Poznań (Polonia)             | Medalla de oro    | K2 500 m         |
| 2005               | Poznań (Polonia)             | Medalla de oro    | K2 1000 m        |
| 2006               | Račice (República Checa)     | Medalla de oro    | K2 200 m         |
| 2006               | Račice (República Checa)     | Medalla de oro    | K2 500 m         |
| 2006               | Račice (República Checa)     | Medalla de oro    | K2 1000 m        |
| 2006               | Račice (República Checa)     | Medalla de oro    | K4 200 m         |
| 2006               | Račice (República Checa)     | Medalla de oro    | K4 500 m         |
| 2006               | Račice (República Checa)     | Medalla de oro    | K4 1000 m        |
| 2007               | Pontevedra (España)          | Medalla de plata  | K1 500 m         |
| 2007               | Pontevedra (España)          | Medalla de plata  | K1 1000 m        |
| 2007               | Pontevedra (España)          | Medalla de plata  | K4 200 m         |
| 2007               | Pontevedra (España)          | Medalla de plata  | K4 500 m         |
| 2008               | Milán (Italia)               | Medalla de oro    | K1 500 m         |
| 2009               | Brandeburgo (Alemania)       | Medalla de oro    | K1 500 m         |
| 2009               | Brandeburgo (Alemania)       | Medalla de oro    | K1 1000 m        |
| 2009               | Brandeburgo (Alemania)       | Medalla de oro    | K4 200 m         |
| 2009               | Brandeburgo (Alemania)       | Medalla de plata  | K2 200 m         |
| 2010               | Corvera (España)             | Medalla de oro    | K2 200 m         |
| 2010               | Corvera (España)             | Medalla de oro    | K2 500 m         |
| 2011               | Belgrado (Serbia)            | Medalla de oro    | K1 1000 m        |
| 2011               | Belgrado (Serbia)            | Medalla de oro    | K2 200 m         |
| 2011               | Belgrado (Serbia)            | Medalla de oro    | K2 500 m         |
| 2012               | Zagreb (Croacia)             | Medalla de oro    | K2 500 m         |
| 2012               | Zagreb (Croacia)             | Medalla de bronce | K4 500 m         |
| 2013               | Montemor-o-Velho (Portugal)  | Medalla de oro    | K2 200 m         |
| 2013               | Montemor-o-Velho (Portugal)  | Medalla de oro    | K4 500 m         |
| 2013               | Montemor-o-Velho (Portugal)  | Medalla de bronce | K2 500 m         |